# Баштанар, Любовь Ивановна
Любовь Ивановна Баштанар (укр. Любов Іванівна Баштанар; 1 января 1917 — 17 февраля 1997) — доярка колхоза «Большевик» Ямпольского района Винницкой области, Украинская ССР. Герой Социалистического Труда (1966). Депутат Верховного Совета СССР 6-го созыва.
Родилась 1 января 1917 года в крестьянской семье в одном из сельских населённых пунктов на территории современного Томашпольского района Винницкой области. Окончила начальную школу. С 1934 года — рядовая колхозница в колхозе «Большевик» Ямпольского района. С 1944 года участвовала в восстановлении разрушенного колхозного хозяйства. С 1950 года — доярка в этом же колхозе.
В 1960 году надоила от каждой закреплённой на ней коровы в среднем по 4994 килограмм молока и в 1961 году — в среднем по 5403 килограмм молока. По итогам семилетки заняла первое место в социалистическом соревновании среди животноводов Винницкой области. Указом Президиума Верховного Совета СССР от 22 марта 1966 года «за достигнутые успехи в развитии животноводства, увеличении производства и заготовок мяса, молока, яиц, шерсти и другой продукции» удостоена звания Героя Социалистического Труда с вручением ордена Ленина и золотой медали «Серп и Молот».
Избиралась депутатом Верховного Совета СССР VI созыва (1962—1966).
Умерла 17 февраля 1997 года.
Награды
- Герой Социалистического Труда
- Орден Ленина
- Медаль «За трудовую доблесть» (26.06.1958)